# Marcel Barbu
Pour les articles homonymes, voir Barbu.
Marcel Barbu, né à Nanterre le 17 octobre 1907 et mort à Paris 7e le 7 novembre 1984, est un entrepreneur et homme politique français. Il est député en 1946 puis candidat indépendant à l'élection présidentielle de 1965.

## Biographie

### Origines et carrière
Marcel Barbu, fils de François Barbu et d'Alphonsine Maugendre, naît en France, dans un bidonville de Nanterre, d'une famille éclatée, son père ayant quitté le domicile conjugal. Après la Première Guerre mondiale, alors qu'il est âgé de douze ans, il est, avec ses deux sœurs , retiré à leur mère et recueilli dans l'orphelinat catholique d’Élancourt, dans les Yvelines.
En octobre 1921, à 14 ans, il entre au petit séminaire de Versailles. Renvoyé du petit séminaire, il devient apprenti-bijoutier chez Person en région parisienne en 1923 et apprend vite le métier. Il se marie avec la jeune polisseuse de 18 ans et demi rencontrée chez Person, Pierrette Françoise Vaillant (1910-2008), le 18 août 1928 à Arras (Pas-de-Calais) et monte à Saint-Leu-la-Forêt (Val-d'Oise) une entreprise de bijouterie florissante qui lui permet de créer en 1936 à Besançon une usine de boîtiers de montres avec l'aide de Fred Lippman (Lip plus tard) qui met des machines à sa disposition.
Ces deux expériences, sa découverte de la religion et sa réussite personnelle par le travail, sont déterminantes pour lui.

### Création d'une communauté de travail
Après un bref passage par l'organisation des Compagnons de France créée en juillet 1940 et dont il partageait alors l'idéologie proche du régime de Vichy, en septembre 1940, pendant l'Occupation allemande de la France, Marcel Barbu quitte ses ateliers du 43 avenue Georges-Clemenceau à Besançon et part à Valence en zone libre où il monte une communauté de travail du nom de « Boimondau » pour « BOItiers de MONtres du DAUphiné », rejoignant Fred Lip qui y avait déjà installé sa société SAPROLIP.
Ayant pris des responsabilités chez les Compagnons de France, il sera, à ce titre, rémunéré par ce mouvement jusqu'à fin décembre 1940. Mystique, il rêve de créer à Valence la communauté de travail idéale avec le soutien des jeunes des Compagnons de France, qui lui proposent des candidats apprentis dont ils doivent assurer l'encadrement et l'hébergement dans le cadre d'un accord signé en novembre 1941, et celui du Comité d'organisation de l'industrie de la montre, séduit par ses expériences industrielles et qui adhère sans réserve à son projet d'atelier-école. Marcel Barbu gardera de solides amitiés de son passage aux Compagnons de France, notamment avec le chef Gustave Coureau.
La « Société Marcel Barbu : Boîtiers de Montres du Dauphiné » sera déclarée le 26 mars 1941 et domiciliée rue Montplaisir à Valence, dans les locaux d'une ancienne vinaigrerie.
Dès le début, il est patent qu'il travaille dans une optique communautaire ; l'apprentissage technique y passe par un apprentissage humain : « la correction fraternelle est admise ». Les conflits sont discutés en assemblée générale hebdomadaire. Il faut noter la gymnastique en commun, les promenades, les séjours dans la ferme commune, l'incorporation et la rémunération des femmes et des enfants, l'éducation des ouvriers par des cours de culture hebdomadaires. Il abandonne ses droits de propriété à ses ouvriers et décide que le patron de l'usine, tout comme les responsables à tous les échelons, sont élus chaque année sur leurs capacités.
Cette communauté veut se distinguer à la fois du capitalisme et du corporatisme : elle se forme à l'occasion du travail, mais prétend être un centre de vie totale et même avoir « la responsabilité du bonheur de tous ses membres », notamment parce que l'accession à tous les échelons est possible pour tous et qu'elle est contrôlée par tous.
Après le discours aux Français de Pierre Laval du 22 juin 1942 et une discussion avec les compagnons de la Communauté, Marcel Barbu refuse de donner la liste des salariés de son entreprise. Par arrêté du préfet de la Drôme du 28 octobre 1942, il est interpellé par la Gendarmerie le 30 octobre 1942 et conduit au centre d'internement à fort Barraux (Isère) puis transféré au camp de Saint-Sulpice-la-Pointe (Tarn) le 23 novembre 1942. Il est libéré le 22 décembre 1942. Il se replie dans le Vercors à Combovin où la communauté crée un maquis. Le 14 avril 1944, il est de nouveau arrêté par la Gestapo à Paris et déporté à Buchenwald.
Après-guerre, en 1945, lors de l'élection de l'Assemblée constituante, sa communauté soutient le candidat Paul Deval dont il est suppléant. Deval élu, mais rapidement démissionnaire, Marcel Barbu se retrouve député en février 1946 et s'apparente au groupe de l'Union des républicains résistants. Il propose trois lois sur les communautés de travail, qui ne seront jamais adoptées. Son bilan à l'Assemblée est mitigé. Souvent chahuté par les autres députés, il se met à dos aussi bien les démocrates chrétiens du MRP que les communistes. Il ne se représente pas à la fin de son mandat, aux élections de juin 1946.
La communauté, sous l'influence de Marcel Mermoz, fils d'agriculteur pauvre jurassien et anarchiste, puis adhérent au parti communiste en 1929, évolue du christianisme social vers le socialisme. Marcel Barbu s'en éloigne alors progressivement car il ne partage plus les buts simplement matérialistes de la communauté.
En mai 1955, il crée avec des mal-logés l’Association pour la construction et la gestion immobilière de Sannois (ACGIS), ville de la grande banlieue parisienne. A travers cette association il se battit pour offrir aux plus démunis l’accès à des logements pavillonnaires à bas prix en banlieue parisienne. C'est cette lutte qui l’amena inévitablement sur le terrain politique. Son nouveau combat est ainsi le logement social. Il refuse la construction d'appartements HLM et souhaite que chacun puisse avoir son propre pavillon. En 1965, cela sera un des leitmotivs de sa candidature à l'élection présidentielle, pour lequel il sera beaucoup moqué.

### Candidature à l'élection présidentielle de 1965
En 1965, Marcel Barbu est l'un des six candidats à la première élection du président de la République française au suffrage universel direct, ayant rassemblé au dernier moment les 100 signatures d'élus nécessaires pour se présenter,. Candidat totalement méconnu et hors du système politique, il réussit à réunir un total de 117 parrainages en activant tous ses réseaux personnels issus notamment de ses actions avant guerre dans le mouvement communautaire. Il dépose officiellement sa candidature seulement trente minutes avant la date butoir.
C’est avant tout pour débloquer la situation de l’ACGIS que Marcel Barbu se présenta à cette élection : ainsi, combattu par les maires de plusieurs communes, il choisit d’user du scrutin présidentiel comme tribune pour exprimer sa colère et son indignation. Rétif à l'autorité, il s'oppose souvent à l'administration centralisée et à sa bureaucratie qui, selon lui, empêche l'initiative et la réalisation de l'individu. Son credo est le suivant : sans secours extérieur, une petite communauté, par son travail, sa solidarité et sa foi peut surmonter tous les obstacles.
Il milite pour la création d'un ministère des Droits de l'homme afin de protéger les citoyens en danger, la création d'une personnalité morale et juridique pour la famille, considérée comme la cellule de base de la société, l'instauration d'un référendum d'initiative populaire comme pratiqué en Suisse, propose une réforme communale faisant du maire le défenseur de ses administrés, ou un découpage du pays par unités de cinquante foyers dotées de « responsabilités et pouvoirs politiques ». S’il est élu, il se donne deux ans pour appliquer son programme, à la suite de quoi il démissionnera.
Candidat sans parti, se disant persécuté par le ministère de l'Intérieur, celui que le général de Gaulle traitait d'« hurluberlu » et de « brave couillon » (propos rapportés par Alain Peyrefitte), est raillé par une grande partie de la presse comme un populiste, ou comme le journal Combat, qui en fait un « paranoïaque » ou un « complotiste » ; le journal Le Monde est plus neutre. Pendant la campagne, il manie l'humour (« Au début, on m’a dit : « Barbu, on ne vous connaît pas », maintenant on me dit : « On commence à vous connaître ! » ») et l'émotion non dissimulée (« Mon Général, je voudrais tant vous voir éviter le sort du maréchal Pétain » — suivi d'un sanglot). Il commence ses discours par « Français, Françaises, mes frères et mes copains ». Il apparaît comme « ému par son propre discours ». Se disant « le candidat des chiens battus », un héritier des paysans révoltés sous la monarchie, il donne l'image d'une personnalité incomprise.
À l'issue du premier tour de scrutin, il obtient le plus petit nombre de voix, soit 279 685, représentant 1,15 % des suffrages exprimés et 0,97 % des inscrits. En vue du second tour , il donne « sans enthousiasme » pour consigne de voter pour François Mitterrand, qui sera battu par de Gaulle.
Il postule une dernière fois comme candidat aux élections législatives, en 1967, dans le 7e arrondissement de Paris : il recueille 768 voix.

### Vie privée et mort
Marcel Barbu est le père de dix-sept enfants.
Il meurt le 7 novembre 1984 à Paris, à l'âge de 77 ans. Il est inhumé dans l'ancien cimetière de Sannois dans le Val-d'Oise.
Une place de Sannois porte son nom en son hommage.